# Valentin Vignard (médecin)
Pour les articles homonymes, voir Vignard.
Valentin Vignard est un médecin français, né le 22 juillet 1840 à Sautron et mort le 18 janvier 1917 à Paris.

## Biographie
Valentin Vignard est le fils de Jean Marie Joseph Vignard, médecin à La Roche-Bernard, et de Louise Marie Colette Girous.
Docteur en médecine, il devient professeur d'histoire naturelle à l'École préparatoire à l'enseignement supérieur des sciences de Nantes
Après s'être engagé comme médecin sur un steamer des Messageries impériales, il devient médecin en chef de la Commission européenne du Danube et directeur de l'hôpital de la Marine à Sulina dédié au personnel de la commission, aux marins qui fréquentent le bas Danube et aux populations locales (jusqu'en 1887) ainsi que, à la suite d'un accord passé avec la Roumanie, des services sanitaires des Bouches du Danube (1879).

## Travaux
- Étude pratique sur l'état actuel de la prophylaxie sanitaire internationale (1889)
- De la Dérivation du sang et des fonctions de la rate, du corps thyroïde, du thymus et des capsules surrénales (1867)
- De la Sauge contre les sueurs profuses, par M. Valentin Vignard (1866)
- Étude sur la coqueluche et son traitement (1864)
- Obstétrique, rétrécissement du bassin, craniotomie (avec Edmond Vignard)

## Distinctions
- Chevalier de la Légion d'honneur